# Сасакі Норіо
Сасакі Норіо (яп. 佐々木 則夫; нар. 24 травня 1958) — японський футболіст, що грав на позиції півзахисника.

## Клубна кар'єра
Протягом 1981–1991 років грав за команду «NTT Kanto».

## Тренерська робота
Протягом 2008–2016 років працював з жіночою збірною Японії, зокрема очолював її на жіночому футбольному турнірі Олімпіади-2008, жіночому футбольному турнірі Олімпіади-2012 а також на чемпіонаті світу 2011, чемпіонаті світу 2015.